# Alexander Mitsch

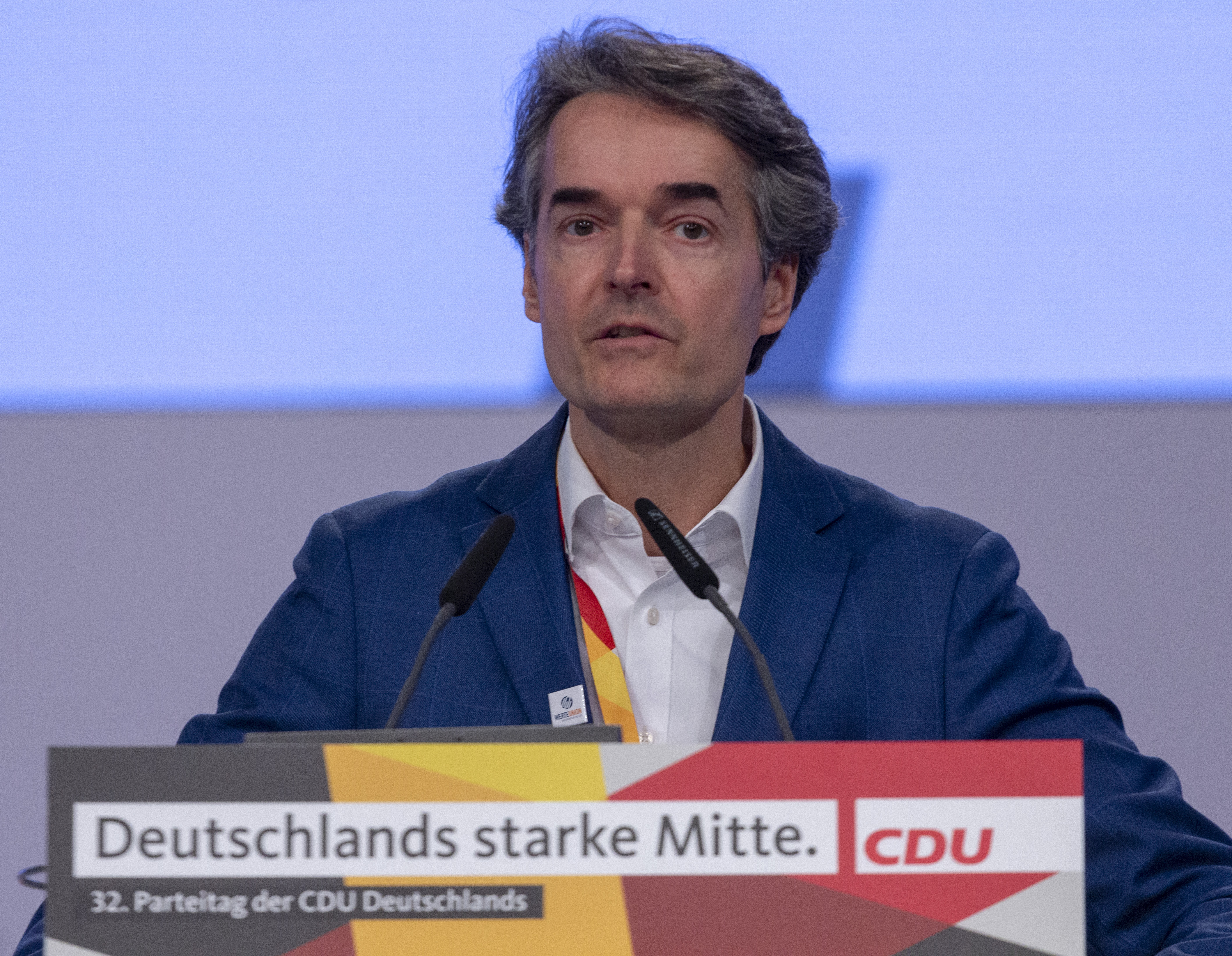
Alexander Mitsch (2019)

Alexander Mitsch (* 30. Dezember 1967 in Heidelberg) ist ein deutscher Politiker und stellvertretender Vorsitzender der Partei Werteunion. Zudem ist er Gründer der von Altstipendiaten der Konrad-Adenauer-Stiftung gegründeten Vereinigung Konrads Erben.

## Leben

### Beruf und Privates
Mitsch besuchte das Hebel-Gymnasium Schwetzingen und absolvierte danach eine Berufsausbildung zum Bankkaufmann bei der Deutschen Bank in Mannheim. Es folgte ein Studium der Betriebswirtschaftslehre an der Universität Mannheim, das er als Diplom-Kaufmann abschloss. Mitsch ist beruflich für die SRH Holding tätig. Seine bisherigen Positionen umfassten Aufgaben der Investor Relations sowie der Unternehmenskommunikation. Seit 1. Oktober 2010 verantwortet er die Geschäftsbereichen Finanzen und M&A. Mitsch wohnt in Plankstadt, er hat zwei Kinder.
Mitsch ist Mitglied im Rotary Club Mannheim-Brücke, Mitglied des Kreisvorstands der Mittelstandsvereinigung Heidelberg und Fördermitglied der Wirtschaftsjunioren Mannheim-Ludwigshafen. Mitsch ist Schatzmeister der Stiftung „Meinung & Freiheit“, in der Hans-Georg Maaßen stellvertretender Vorsitzender und der Verleger und Journalist Roland Tichy Vorstandsvorsitzender ist.

### Politische Tätigkeit
Mitsch trat mit 15 Jahren in die CDU Baden-Württemberg ein. Er engagierte sich bei der Jungen Union und wurde zum Bezirksvorsitzenden in Nordbaden sowie in der Mutterpartei zum stellvertretenden Vorsitzenden im CDU-Kreisverband Rhein-Neckar gewählt. Außerdem war er Mitglied des Gemeinderates seines Heimatortes Plankstadt. Aus beruflichen wie familiären Gründen zog er sich dann aber aus der Politik zurück. Von Juli 2017 bis Oktober 2019 war Mitsch als Beisitzer erneut Mitglied des CDU-Kreisvorstandes.
Im Oktober 2015 gründete Mitsch mit mehreren Alt-Stipendiaten der Konrad-Adenauer-Stiftung den konservativen Kreis Konrads Erben. Im Februar 2016 war er Mitbegründer der Bürgerinitiative Aufbruch 2016 in Schwetzingen. Im März 2017 gründete er in Schwetzingen den Verein Freiheitlich-konservativer Aufbruch in der Union, der sich später in Werteunion umbenannte und dessen Vorsitzender er bis Mai 2021 war. Mit dieser zwischenzeitlich 3700 Mitglieder zählenden Interessengemeinschaft verfolgte er vor allem das Ziel, sich auf den so genannten Markenkern der CDU zu besinnen. Im Zusammenhang mit dieser Initiative wurde er bundesweit bekannt, unter anderem mit Rücktrittsforderungen gegenüber Bundeskanzlerin Angela Merkel.
Im Februar 2020 wurde über die Presse bekannt, dass Mitsch Drohungen mittels „Hassschreiben mit Andeutung von Waffengewalt“ erhalten hatte. Der Staatsschutz und die Polizei gingen von „ernsten Bedrohungen durch Linksextremisten“ aus.
Im März 2021 teilte Mitsch mit, dass er bei den anstehenden Vorstandswahlen nicht erneut für den Vorsitz des Vereins Werteunion kandidieren werde, und begründete dies mit einem „jahrelangen, verheerenden Linkskurs“ seiner Partei. Er führte die Einwanderungspolitik, die Beschneidung bürgerlicher Freiheiten im Zuge der Corona-Pandemie sowie die gemeinsame Aufnahme von Schulden durch die Staaten der Europäischen Union an, die es ihm zunehmend schwer mache, sich weiterhin bei der CDU zu engagieren. Zu Mitschs Nachfolger an der Spitze des Vereins Werteunion wurde Ende Mai 2021 Max Otte gewählt. Anfang Juli 2021 erklärte Mitsch seinen Austritt aus der Werteunion und begründete dies mit dem Gebaren Ottes. Auslöser war ein Interview, in dem Otte den CDU-Wirtschaftsexperten Friedrich Merz aufgrund dessen früherer Lobbytätigkeit kritisiert und gefordert hatte, dass dieser kein Staatsamt mehr ausüben solle. Unter Mitschs Führung hatte die Werteunion Merz im Kampf um den Parteivorsitz Ende 2020 unterstützt.
Im Mai 2021 gehörte Mitsch zu den Initiatoren der Kirschblütenbewegung, die sich in Bonn als neue Sammlungsbewegung des bürgerlichen Lagers aus Vertretern der Bereiche Wirtschaft, Politik und Forschung bildete.

#### Partei Werteunion
Im Februar 2024 wurde die Werteunion als Partei gegründet. Im Zuge dessen trat Mitsch aus der CDU aus. Mitsch wurde zu einem der drei stellvertretenden Bundesvorsitzenden der Partei Werteunion gewählt. Seit 2025 ist er Vorsitzender des Landesverbands Baden-Württemberg der Werteunion.

## Politische Positionen
Mitschs politische Forderungen umfassen seit 2017 die Abkehr von liberaler Flüchtlingspolitik, so zum Beispiel durch Schaffung von Transitzonen zur Klärung der Identität von Migranten, die Ablehnung der gleichgeschlechtlichen Ehe, die Wiedereinführung der Wehrpflicht, die Einschränkung einer sogenannten „Frühsexualisierung“ in Bildungseinrichtungen und die deutliche Reduzierung von Abtreibungen. Das Gründungsprogramm der Initiative enthielt auch die Forderung nach der Einstellung von Hilfsprogrammen für Griechenland und den dauerhaften Abbruch von EU-Beitrittsverhandlungen mit der Türkei.
Mitsch forderte seit 2017 den Rücktritt von Bundeskanzlerin Merkel; bei der Frage der Nachfolge befürwortete Mitsch eine Vielzahl möglicher Kandidaten aus CDU und CSU. Er forderte zudem eine Urwahl (Mitgliederentscheid) zum Koalitionsvertrag und plädierte im Zweifel für eine CDU-geführte Minderheitsregierung. Mitsch kritisierte Versuche, die CDU in Richtung linker Parteipositionen oder gar Landeskoalitionen zu öffnen. SPD und Grüne sieht er nicht als „natürliche Kooperationspartner“ der CDU an.
Mitsch stellt sich inhaltlich hinter den früheren Präsidenten des Bundesamtes für Verfassungsschutz, Hans-Georg Maaßen, der auch Mitglied der Werteunion ist.
Laut Spiegel argumentiert Mitsch in Hinblick auf Klimapolitik „ähnlich wie die Klimawandelleugner in den USA oder europäische Rechtspopulisten“. Gemeinsam mit Hans-Georg Maaßen gab er dem Verein „Europäisches Institut für Klima & Energie“ EIKE ein Interview.

## Nähe zur AfD / neurechten Gruppierungen
Mitsch und der Verein Werteunion stehen aufgrund ihrer Positionen in der Kritik, eine Nähe zu politisch rechts stehenden Personen und Inhalten aufzuweisen. Mitsch bzw. die Werteunion betonen zwar ihre Abgrenzung z. B. von der AfD, doch gleichzeitig sagte er, „Positionen werden nicht automatisch dadurch falsch, dass die AfD sie einnimmt.“ So habe die AfD Positionen übernommen, die CDU und CSU noch vor zehn Jahren selbst vertreten hätten, etwa zum Thema Migration. Mitsch lehnt eine Kooperation mit der AfD ab. Man dürfe die AfD jedoch nicht ignorieren oder ihre Mitglieder und Wähler beschimpfen, sondern müsse im Dialog klarmachen, warum sie „die falsche Partei“ und kein möglicher Koalitionspartner sei.
AfD-Mitglieder durften auch nicht Mitglied des Vereins werden. Im Februar 2020 ließ Mitsch nach einer Sitzung des Bundesvorstandes der Werteunion deren Beschluss verlautbaren: „Die Werteunion lehnt eine Zusammenarbeit mit der AfD und der Linkspartei entschieden ab und hat auch nie eine Zusammenarbeit gefordert. Sie steht voll und ganz hinter den diesbezüglichen Beschlüssen des CDU-Bundesparteitags.“ Der Beschluss sei auf Vorschlag von Mitsch zustande gekommen: „Die AfD vertritt Positionen, die mit unseren Zielen und Werten nicht vereinbar sind.“ Im August 2020 verließen mehrere Landesvorsitzende die Werteunion. Unter anderem wurde dieser Austritt damit begründet, dass die Distanzierung zur AfD unglaubwürdig sei und es innerhalb der Werteunion keine Meinungsfreiheit gebe. „AfD-Freunde und schrille Töne“ hätten die Oberhand gewonnen. Außerdem dominiere der „AfD-nahe NRW-Verband den Bundesvorstand“. Mitsch dementierte die Darstellungen, obwohl die Aufnahme von Vera Lengsfeld gemäß der ehemaligen Vorstände für eine Annäherung an die AfD stehe, da sie für eine „bürgerliche Koalition aus CDU und AfD“ geworben habe.
Im Jahr 2014 spendete Mitsch 20 Euro an die AfD, im Dezember 2016, knapp vier Monate vor der Gründung der WerteUnion, spendete er 100 Euro. Während der griechischen Staatsschuldenkrise habe er sogar über einen Beitritt nachgedacht, doch seien „Begegnungen mit und Äußerungen von AfDlern“ für ihn so abschreckend gewesen, dass er durch Gründung der WerteUnion „klare Kante gegen den immer mehr an Einfluss gewinnenden Rechtsradikalismus in der AfD“ habe zeigen wollen. Im April 2016 soll es zu einer weiteren Überweisung an die AfD gekommen sein. Mit dem Verwendungszweck „Anmeldung BPT Stuttgart“ wurde ein Kleinbetrag an die AfD angewiesen. Mitsch erläuterte gegenüber der Zeit, es könne sein, dass seine Mutter diesen Parteitag besucht habe.
Im August 2020 sowie im September 2020 wurde bekannt, dass mehrere Landes- und Bundesvorsitzende der Werteunion von ihren Ämtern zurückgetreten und aus dem Verein ausgetreten waren. Als Begründung für die Austritte wurde ein Annäherungskurs an die AfD angegeben. Hinrich Rohbohm, bis Mitte September Vorsitzender der Landesverbandes Niedersachsen und Vize-Vorsitzender des Bundesvorstands der Werteunion und Verfasser der „Frankfurter Erklärung“, die eine Kooperation mit der AfD ausschließen sollte, gab gegenüber t-online als Begründung für seinen Austritt an, dass ein Unterlaufen dieser Erklärung nicht folgenlos bleiben könne.

## Publikationen
Alexander Mitsch ist seit 24. September 2018 Autor des Magazins The European. Für das Magazin Cicero schrieb er 2018 zwei Artikel. Nach einem am 12. Februar 2019 veröffentlichten Interview folgte am 25. Juli 2019 ein Gastbeitrag von Mitsch im Wochenmagazin Focus mit der Überschrift „Abgrenzung, keine Ausgrenzung“: WerteUnion-Chef sagt, wie AfD überflüssig werden soll.
- Im Dienste der Überzeugung – Wie wir Deutschland und die CDU/CSU nach Merkel retten. Vorwort von Hans-Georg Maaßen. FinanzBuch Verlag (FBV), München 2020, ISBN 978-3-95972-383-1, eingeschränkte Vorschau in der Google-Buchsuche.